# Evgenij Berzin
Evgenij Valentinovič Berzin (in russo Евгений Валентинович Берзин?; Vyborg, 3 giugno 1970) è un ex ciclista su strada e pistard russo, sovietico fino al 1991.
Professionista su strada dal 1993 al 2001, con doti da passista-scalatore e cronoman, nel 1994 vinse la Liegi-Bastogne-Liegi e il Giro d'Italia, mentre nel 1996 indossò per alcuni giorni la maglia gialla al Tour de France. Nel 1990 era anche stato campione del mondo su pista nell'inseguimento a squadre e individuale dilettanti.

## Carriera

### Cliclista

#### Gli esordi e il debutto da professionista
Nato a Vyborg in Carelia, figlio di un operaio e di una maestra d'asilo, in gioventù praticò sci, hockey su ghiaccio e calcio, prima di cominciare a gareggiare nel ciclismo dall'età di dodici anni. Dall'età di quattordici anni, dopo i successi a livello locale, cominciò a frequentare un collegio dello sport statale a San Pietroburgo, sotto la guida del famoso allenatore di ciclismo su pista Aleksandr Kuznecov.
In rappresentanza dell'Unione Sovietica nel 1988 divenne campione del mondo juniores nell'inseguimento a squadre su pista; fu argento di specialità l'anno dopo tra i dilettanti, e nel 1990 a Maebashi vinse entrambi i titoli mondiali di inseguimento di categoria, individuale e a squadre. Dopo queste vittorie cominciò il servizio militare: durante la leva prese parte ai mondiali militari di ciclismo del 1992, conquistando la medaglia d'argento nella gara in linea. Sempre nel 1992, non convocato per i Giochi olimpici di Barcellona, fu ingaggiato dalla squadra dilettantistica piacentina Cuoril, diretta da Emanuele Bombini, e si trasferì in Italia.
Dopo essere stato vicino già nel 1991 al debutto da professionista con la Panasonic di Peter Post, passò finalmente tra i prof su strada a inizio 1993 con la nuova Mecair-Ballan, ancora sotto la direzione di Bombini: in stagione prese parte, tra le altre corse, alla Milano-Sanremo, al Giro d'Italia e al Giro di Lombardia, pur senza risultati di rilievo (nella "Corsa rosa" chiuse 90º, a due ore dal vincitore Miguel Indurain).

#### 1994: le vittorie alla Liegi e al Giro d'Italia

Berzin transita con la maglia rosa al Giro d'Italia 1994 vinto davanti a Marco Pantani e Miguel Indurain

Nel 1994 si mise in particolare evidenza già in primavera, quando, in maglia Gewiss (ex Mecair), ottenne il secondo posto alla Tirreno-Adriatico e al Giro dei Paesi Baschi, e la prima vittoria da pro nella cronometro del Critérium International; tra aprile e maggio vinse poi la Liegi-Bastogne-Liegi per distacco e il Giro dell'Appennino in volata su Claudio Chiappucci, concludendo anche terzo alla Freccia Vallone, con il podio completato dai compagni di squadra Moreno Argentin e Giorgio Furlan, e secondo al Giro del Trentino.
Presentatosi al Giro d'Italia come uno dei possibili outsider per la vittoria, riuscì nell'impresa di conquistare la classifica finale della corsa, battendo il campione in carica Indurain e resistendo agli attacchi in salita del giovane Marco Pantani. In quel Giro si impose sulla salita di Campitello Matese, nella cronometro di Follonica e nella cronoscalata del Passo del Bocco, e indossò per diciannove giorni consecutivi la maglia rosa, dal successo di Campitello Matese fino al traguardo di Milano. Dopo il Giro vinse il titolo nazionale a cronometro e due tappe all'Euskal Bizikleta.

#### 1995-2001: gli ultimi anni
Nel 1995 fu quarto alla Giro dei Paesi Baschi e terzo alla Freccia Vallone. Al Giro d'Italia si piazzò secondo, preceduto di 4'13" dallo svizzero Tony Rominger, e vinse in solitaria la penultima tappa, con arrivo a Luino. Nella seconda settimana di giugno si aggiudicò la classifica generale della Euskal Bizikleta, con una performance mai eguagliata prima sull'Alto de Arrate, ultima salita da affrontare nell'ultima tappa. In coppia con Alex Zulle, e all'inseguimento di Francesco Frattini, si rese protagonista di una salita in 11'55" ad una VAM di 2029 m/h e per una potenza stimata di 7,65 W/kg. Per il sito dedicato lanternerouge si tratterebbe della miglior scalata di tutti i tempi su una durata di tale entità.
L'anno dopo concluse al decimo posto il Giro d'Italia, vincendo la cronometro di Marostica; dopo quel Giro si aggiudicò due cronometro al Tour de Suisse, mentre al Tour de France fece sua la cronoscalata di Val-d'Isère e tenne per due giorni la maglia gialla, prima che Bjarne Riis gliela sfilasse (concluderà quel Tour al ventesimo posto). Nell'estate 1996 partecipò anche ai Giochi olimpici di Atlanta, correndo sia la prova in linea che quella a cronometro, che chiuse al quindicesimo posto.
Nel 1997, dopo aver vinto due gare tra Italia e Portogallo, tentò di stabilire il record dell'ora, in data 19 ottobre a Bordeaux, ma abbandonò dopo 17 minuti. A fine stagione, con la dismissione della squadra di Bombini (divenuta quell'anno Batik-Del Monte), passò alla Française des Jeux, ma senza ottenere risultati di rilievo durante l'annata agonistica 1998. Nel 1999 tornò a correre in Italia, per la Amica Chips-Costa de Almería. Quell'anno prese parte nuovamente al Giro d'Italia con ambizioni di classifica ma fu sempre lontanissimo dai primi (ottenne come miglior piazzamento di giornata un sedicesimo posto nella cronometro individuale di Treviso) e concluse al 52º posto della classifica generale.
La sua carriera ad alto livello si concluse nel 2000, anno in cui fu escluso alla partenza dal Giro d'Italia, a cui era iscritto con la maglia della Mobilvetta Design-Rossin, per ematocrito alto. Fu ancora sotto contratto con il team Mobilvetta fino al 5 maggio 2001, quando diede l'addio alle corse.

### Dopo il ritiro
Dopo il ritiro ha collaborato con alcune rubriche ciclistiche del canale Sport Italia e gestito una concessionaria di automobili a Broni, località pavese in cui vive sin dai primi anni in cui era in Italia. Nell'agosto 2007 ha annunciato in un'intervista a un quotidiano russo di voler tornare a correre; si era quindi parlato di un suo avvicinamento al team italo-russo Tinkoff, subito smentito dagli stessi dirigenti della squadra.

## Palmarès

### Strada
- 1990 (dilettanti)

1ª tappa Redlands Bicycle Classic
- 1991 (dilettanti)

3ª tappa Mammoth Cycling Classic
1ª tappa Redlands Bicycle Classic
- 1992 (dilettanti)

Classifica generale Międzynarodowy Wyścig Solidarności
2ª tappa Ruban Granitier Breton
Classifica generale Ruban Granitier Breton
- 1994 (Gewiss, dieci vittorie)

3ª tappa Critérium International (Avignone, cronometro)
Liegi-Bastogne-Liegi
Giro dell'Appennino
4ª tappa Giro d'Italia (Montesilvano > Campitello Matese)
8ª tappa Giro d'Italia (Grosseto > Follonica, cronometro)
18ª tappa Giro d'Italia (Chiavari > Passo del Bocco, cronometro)
Classifica generale Giro d'Italia
Campionati russi, Prova a cronometro
3ª tappa Euskal Bizikleta (Villabona > Saint-Jean-de-Luz)
5ª tappa Euskal Bizikleta (Iurreta > Arrate)
- 1995 (Gewiss, tre vittorie)

21ª tappa Giro d'Italia (Pont-Saint-Martin > Luino)
2ª tappa Euskal Bizikleta (Gernika > Mungia)
Classifica generale Euskal Bizikleta
- 1996 (Gewiss, cinque vittorie)

5ª tappa, 2ª semitappa Tirreno-Adriatico (Magione > Castiglione del Lago, cronometro)
19ª tappa Giro d'Italia (Vicenza > Marostica, cronometro)
Prologo Tour de Suisse (Wil, cronometro)
8ª tappa Tour de Suisse (Frauenfeld, cronometro)
8ª tappa Tour de France (Bourg-Saint-Maurice > Val-d'Isère, cronometro)
- 1997 (Batik, due vittorie)

Coppa delle Nazioni - Memorial Fausto Coppi
Gran Premio Jornal de Noticias

#### Altri successi
- 1993 (Mecair)

Classifica scalatori Tour of Britain
- 1994 (Gewiss)

Classifica giovani Giro d'Italia
Classifica a punti Euskal Bizikleta
- 1995 (Gewiss)

Classifica scalatori Euskal Bizikleta

### Pista
- 1988 (juniores)

Campionati del mondo juniores, Inseguimento a squadre (con Valerij Baturo, Dmitrij Neljubin, Oleksandr Hončenkov)
Campionati sovietici, Inseguimento a squadre (con Oleksandr Hončenkov, Niklas Ziplauskas, Dmitrij Neljubin)
- 1989 (dilettanti)

Campionati sovietici, Inseguimento a squadre (con Vjačeslav Ekimov, Michail Orlov, Dmitrij Neljubin)
- 1990 (dilettanti)

Campionati del mondo, Inseguimento individuale
Campionati del mondo, Inseguimento a squadre (con Valerij Baturo, Dmitrij Neljubin, Oleksandr Hončenkov)
Campionati sovietici, Inseguimento a squadre indoor (con Dmitrij Ždanov, Michail Orlov, Dmitrij Neljubin)

## Piazzamenti

### Grandi Giri
- Giro d'Italia

1993: 90º
1994: vincitore
1995: 2º
1996: 10º
1997: 20º
1999: 52º
2000: non partito (prologo)
- Tour de France

1995: ritirato (10ª tappa)
1996: 20º
1997: non partito (7ª tappa)
1998: 25º

### Classiche monumento
- Milano-Sanremo

1993: 138º
1994: 43º
1995: 62º
1996: 28º
1997: 109º
1998: 139º
- Liegi-Bastogne-Liegi

1994: vincitore
1995: 19º
1996: 41º
1997: 11º
1998: 11º
- Giro di Lombardia

1993: 42º

### Competizioni mondiali
- Campionati del mondo su strada

Agrigento 1994 - Cronometro Elite: 21º
San Sebastián 1997 - Cronometro Elite: 22º
- Campionati del mondo su pista

Odense 1988 - Inseguimento a sq. Juniors: vincitore
Lione 1989 - Inseguimento a squadre: 2º
Maebashi 1990 - Inseguimento a squadre: vincitore
Maebashi 1990 - Inseguimento indiv. Dil.: vincitore
Maebashi 1990 - Corsa a punti Dilettanti: 5º
Stoccarda 1991 - Inseguimento a squadre: 2º
- Giochi olimpici

Atlanta 1996 - Cronometro: 15º
Atlanta 1996 - In linea: 103º